# Bécasse de mer
Macroramphosus scolopax
Espèce
Statut de conservation UICN

 LC  : Préoccupation mineure
La Bécasse de mer (Macroramphosus scolopax) est une espèce de poissons aussi appelée Trompette.

## Distribution et habitat
On trouve la bécasse de mer dans les eaux tropicales et subtropicales des océans Atlantique, Pacifique et Indien. On la trouve également en Méditerranée. Elle vit à des profondeurs variant de 25 à 600 m.

## Alimentation
Elle se nourrit de crustacés comme les copépodes et les ostracodes.